# Trolejbusová doprava ve Vídni
Na současném území Vídně existovaly v různých obdobích celkem tři tratě trolejbusové dopravy. Dvě z nich patří do takzvaného „historického“ období (systém Stoll), čtvrtá pak byla zprovozněna po druhé světové válce.

## Trať Pötzleinsdorf–Salmannsdorf (1908–1938)
V roce 1901 byla zprovozněna tramvajová trať do vídeňské čtvrti Pötzleinsdorf (na severozápadě města). Tehdy šlo o koňku, elektrifikace a tedy zavedení elektrických tramvají se uskutečnilo na začátku roku 1902. V pokračování tratě do Salmannsdorfu však bránilo strmé stoupání (přibližně 10 %). V roce 1907 však zahájila svůj provoz první trolejbusová dráha na území tehdejší monarchie – trať v Gmündu (nyní částečně na území Českých Velenic) – a 18. vídeňský okres se o tento nový druh přepravy začal v souvislosti s problémy v Pötzleinsdorfu zabývat. Městská rada „výstavbu bezkolejové dráhy z Pötzleinsdorfu do Salmannsdorfu“ povolila, 18. dubna 1908 obdrželo město koncesi a po půl roce stavby byla první trolejbusová trať ve Vídni zprovozněna. Stalo se tak 14. října 1908. Pro pozdější výstavbu bylo také plánováno prodloužení této 2,2 km dlouhé trati do Neuwaldeggu ke konečné stanici tramvajové dráhy. Vozový park tvořily čtyři trolejbusy se šasi společnosti Daimler-Motoren-Gesellschaft z Vídeňského Nového Města a karoserií od firmy Hofwagenfabrik Jakob Lohner & Co.
Provoz trolejbusů v počátcích přerušovaly stavby kanalizace či vodovodů (při jedné takové výluce v roce 1913 byla dokonce v provozu náhradní autobusová doprava). V letech 1910 a 1911 byl na trati zkoušen trolejbus s přívěsem. Vlečný vůz ale ve smyčce Pötzleinsdorf příliš vybočoval a proto byly tyto pokusy ukončeny. Během první světové války byly vozy kvůli svému špatnému technickému stavu přestavěny (karoserie byla přemontována na nové šasi) a na trati je dočasně zastoupily klasické autobusy, které měly místo benzínového motoru provizorně umístěn elektromotor. Nové karoserie obdržely všechny trolejbusy v roce 1926. O dva roky později byl také zakoupen nový vůz od firmy Perl. V této době byl již trolejbusový systém Stoll zastaralý, nicméně Vídeň si tuto svou jedinou trať stále držela. Trať 
Pötzleinsdorf – Salmannsdorf tak vydržela ještě dlouhých 10 let, osudným se jí stalo až zavedení pravostranného provozu na podzim roku 1938. Poslední trolejbusy vyjely na tuto dráhu 30. října 1938.

## Trať Kalksburg–Liesing (1909–1920)

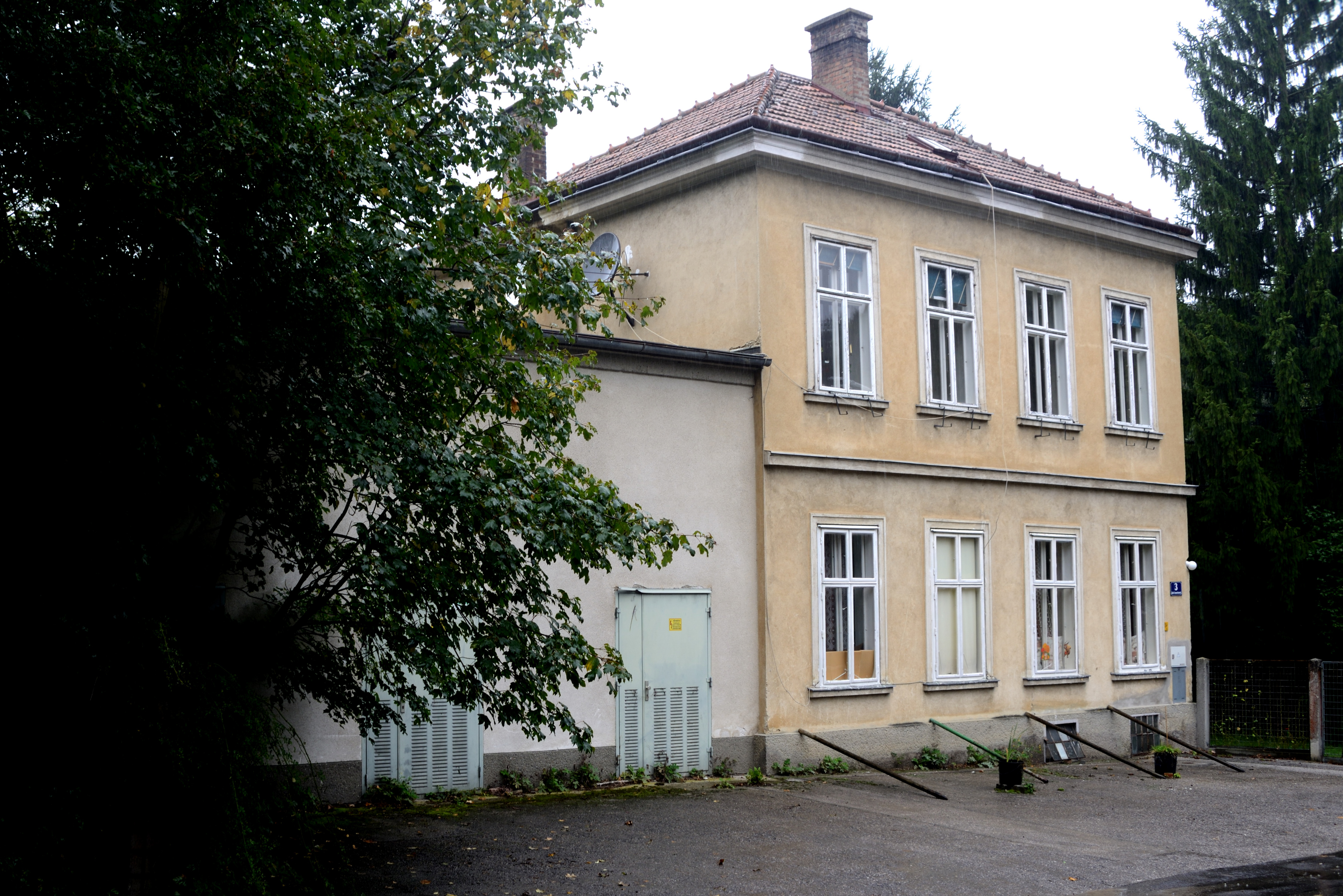
Bývalá trolejbusová vozovna v Kalksburgu

Druhou trolejbusovou tratí na území dnešní Vídně byla dráha spojující tehdy samostatné obce Kalksburg a Liesing. O spojení těchto dvou vesnic, respektive spojení Kalksburgu s nádražím v Liesingu, se uvažovalo již na konci 19. století. Tehdejší plány počítaly s tramvajovou dráhou mezi liesingskou železniční stanicí a obcí Breitenfurt (dodnes není součástí Vídně) přes Kalksburg. Tento projekt ale uskutečněn nebyl (stejně jako další s autobusovou linkou). Až po zprovoznění trolejbusové tratě v Klosterneuburgu se obec Kalksburg rozhodla právě pro dráhu trolejbusovou.
Trolejbusová trať systému Stoll o délce 3,8 km byla zprovozněna 17. července 1909 po třech měsících výstavby. Vedla od nádraží v Liesingu po Breitenfurter Straße k Lichtenštejnskému mostu v Kalksburgu, kde byly umístěny garáže. Při zahájení provozu byly k dispozici tři trolejbusy. Provoz začal poměrně úspěšně, za den bylo přepraveno kolem 450 cestujících.
Přes určité problémy (např. dočasné zabavení dvou vozů ministerstvem války) přečkal provoz téměř celou první světovou válku. Provoz na trati byl přerušen až 15. září 1918 v důsledku nedostatku materiálu, obručí pro kola vozů a poškozené motory. Díky finanční nabídce centrální banky mohly být tyto nedostatky odstraněny a 15. března 1919 opět vyjely vozy na trať. Existence tohoto trolejbusového provozu ale netrvala dlouho. Kvůli zvýšení cen elektrické energie nahradila obec Kalksburg 8. ledna 1920 trolejbusy za autobusy (jejich provoz byl zastaven o tři čtvrtě roku později). Zajímavostí je, že bývalá trolejbusová vozovna existuje dosud.

## Trať Währinger Gürtel – Salmannsdorf (1946–1958)
Práce na první „moderní“ vídeňské trolejbusové trati, která měla nahradit autobusovou linku, začaly v roce 1942. Vrchní vedení bylo dokončeno již v roce 1944, takže mohly byt uskutečněny zkušební jízdy. Definitivní zprovoznění však zkomplikoval konec války a s tím související bombardování Vídně. Například část již dodaných vozů byla zničena při náletu 16. července 1944. Po ukončení války nastaly další problémy v podobě přerušených dodávek elektrického proudu. Proto další zkušební jízdy proběhly až na začátku roku 1946.
5,9 km dlouhá trať byla definitivně zprovozněna 9. září 1946, jezdilo na ni 6 vozů. Další čtyři trolejbusy byly dodány v roce 1949. Kvůli velkému zájmu ale musela být tato linka doplňována autobusy s benzínovými či naftovými motory. Během dalších let se ve Vídni střetávaly názory na stavbu dalších trolejbusových tratí ve městě, takže linka 22, jak byla trať Währinger Gürtel – Salmannsdorf označena, zůstala jedinou své trakce. Zrušena byla 3. prosince 1958 při změně směru jednosměrných ulic kolem nádraží Währinger Gürtel. Deset trolejbusů, které ve Vídni jezdily, bylo předáno do Kapfenbergu na tamní trolejbusovou síť.